# Billy Hart
William Hart, detto Billy (Washington, 29 novembre 1940), è un batterista jazz statunitense.

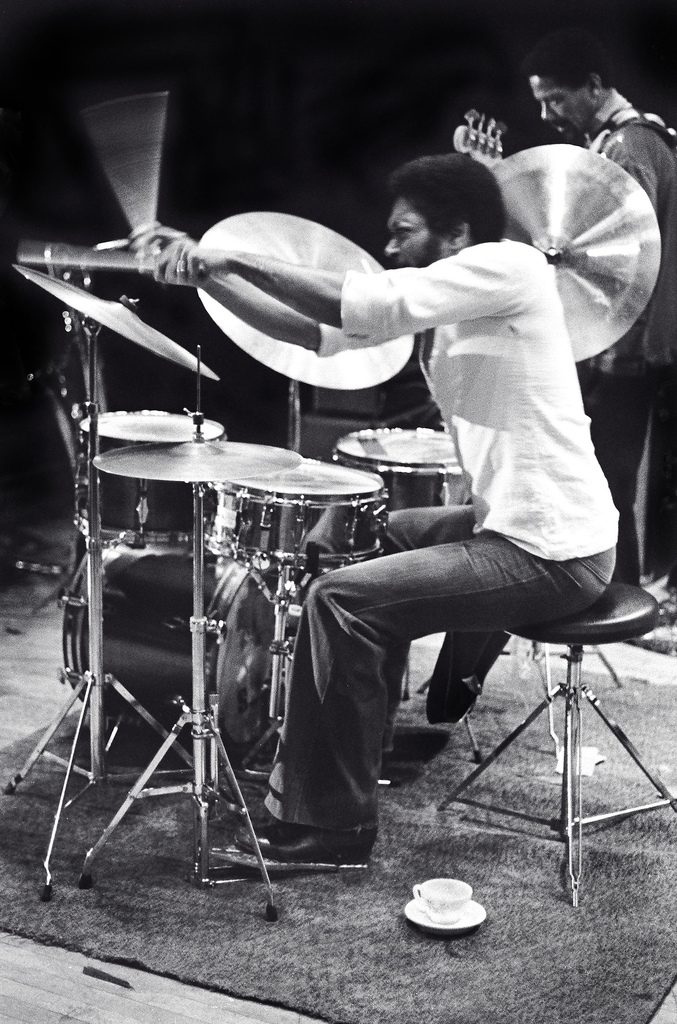
Billy Hart nel 1978

Si fece un nome suonando durante gli anni sessanta con Jimmy Smith, ma nello stesso periodo collaborò anche ad altri progetti musicali con artisti come Wes Montgomery. Durante gli anni settanta suonò con il sestetto di Herbie Hancock, con Stan Getz ed altri ancora. Oltre a ciò è doveroso ricordare, che Hart suonò anche con altri musicisti di fama internazionale: Wayne Shorter, Chick Corea, Joe Zawinul, Miles Davis. Dagli anni novanta ha intensificato la sua attività di maestro, incidendo anche dei DVD didattici.